# Солано (Колумбия)
Солано (исп. Solano) — город и муниципалитет на юге Колумбии, на территории департамента Какета.

## История
Поселение, из которого позднее вырос город, было основано генералом Хосе Долорес Солано в 1936 году. Муниципалитет Солано был выделен в отдельную административную единицу 12 ноября 1985 года.

## Географическое положение

Муниципалитет Солано

Город расположен в восточной части департамента, в пределах Амазонского природно-территориального комплекса, на левом берегу реки Какеты, на расстоянии приблизительно 106 километров к юго-востоку от города Флоренсия, административного центра департамента. Абсолютная высота — 204 метра над уровнем моря.
Муниципалитет Солано граничит на северо-западе с муниципалитетами Солита, Вальпараисо, Милан и Ла-Монтаньита; на западе — с муниципалитетами Картахена-дель-Чайра и Сан-Висенте-дель-Кагуан; на севере — с территорией департамента Гуавьяре, на северо-востоке — с территорией департамента Ваупес, на юго-востоке и юге — с территорией департамента Амасонас, на юго-западе — с территорией департамента Путумайо. Площадь муниципалитета составляет 43 112 км².

## Население
По данным Национального административного департамента статистики Колумбии, совокупная численность населения города и муниципалитета в 2024 году составляла 12 111 человек.
Динамика численности населения муниципалитета по годам:
| 2005   | 2010   | 2015   | 2020   | 2021   | 2022   | 2023   | 2024   |
| ------ | ------ | ------ | ------ | ------ | ------ | ------ | ------ |
| 19 427 | 21 445 | 23 663 | 11 620 | 11 828 | 11 915 | 12 020 | 12 111 |

Согласно данным переписи 2005 года мужчины составляли 52,6 % от населения Солано, женщины — соответственно 47,4 %. В расовом отношении белые и метисы составляли 72 % от населения города; индейцы — 16,7 %; негры, мулаты и райсальцы — 11,3 %.
Уровень грамотности среди всего населения составлял 81,7 %.

## Экономика
Большинство трудоспособного населения занято в сельском хозяйстве и рыболовстве.